# Herbalife
A Herbalife é uma empresa multinacional que desenvolve e comercializa suplementos alimentares. Com sede nos Estados Unidos, a empresa distribui produtos em mais de 90 países, através de uma rede de milhões de consultores independentes que atuam na venda direta e marketing multinível.

## História
A empresa foi criada em 1980 por Mark Hughes, que começou a comercializar shakes de emagrecimento usando o porta-malas de seu carro como ponto de venda. Hughes afirmou que a ideia nasceu após a morte precoce de sua mãe, atribuída a problemas alimentares e dietas ineficazes. A Herbalife enfrentou críticas da Food and Drug Administration (FDA) por usar ingredientes considerados questionáveis. Entre 1984 e 1985, a empresa enfrentou ações por propaganda enganosa movidas pelo Departamento de Justiça do Canadá e pelo Procurador-Geral da Califórnia, causando prejuízos milionários e a demissão de centenas de funcionários.
Em 1986, a empresa fez sua estreia na bolsa de valores dos Estados Unidos, e posteriormente expandiu suas operações para a Europa, Ásia, América Central e Oceania. Em 1994, Hughes, o fundador, e sua esposa fundaram a Herbalife Family Foundation, uma entidade sem fins lucrativos dedicada ao suporte nutricional de crianças em situação de vulnerabilidade e vítimas de desastres naturais. No ano seguinte, a empresa começou a incluir produtos de higiene pessoal em seu catálogo. A empresa chegou a Portugal em 1992 e ao Brasil em 1995.
No ano de 1999, Hughes tentou recomprar todas as ações da Herbalife para reverter a empresa a um status privado, alegando que o mercado estava subavaliando a empresa. A proposta encontrou resistência dos acionistas, que achavam o valor oferecido baixo. Hughes abandonou a tentativa e alcançou um acordo com os acionistas. No dia 21 de maio de 2000, Mark Hughes foi encontrado morto em sua residência, aos 44 anos, vítima de uma overdose acidental.
Após a morte de Hughes, a Herbalife foi adquirida por 685 milhões de dólares em 2002 pelas empresas de capital privado J.H. Whitney & Co. LLC, e Golden Gate Capital, Inc. Em 2017, a empresa iniciou um programa de recompra de suas ações e, em 2018, fez um desdobramento das ações na proporção de dois para um, alterando oficialmente seu nome para Herbalife Nutrition Ltd. Desde 2005, a empresa pertence ao grupo da Bolsa de Valores de Nova Iorque (NYSE).

## Modelo de Negócio
O modelo de negócios da Herbalife baseia-se na venda direta por meio do marketing multinível (ou marketing de rede). A empresa utiliza ferramentas denominadas "Espaço Vida Saudável" (EVS), onde consumidores geralmente adquirem doses únicas de produtos como shakes ou chás termogênicos. Consultores independentes também oferecem alimentos elaborados com produtos da marca, os quais são comercializados por meio de plataformas digitais.
A Herbalife Nutrition também mantém, em nível global, o Conselho Consultivo de Nutrição (Dietetic Advisory Board - DAB), composto por nutricionistas, e o Conselho para Assuntos Nutricionais (Nutrition Advisory Board - NAB), formado por médicos e especialistas nas áreas de nutrição, ciência e saúde. Até 2023, o conselho médico e científico da Herbalife incluía diversos especialistas, entre os quais estavam Louis Ignarro, e Dr. David Heber.

## Produtos
Os produtos da empresa estão divididos em nutrição interna, que compreende shakes nutricionais e suplementos variados, incluindo proteínas em pó, multivitaminas, fibras dietéticas e alimentos proteicos. A nutrição externa abrange cosméticos e produtos de cuidado tópico, como hidratantes, esfoliantes e cremes específicos para a pele e cabelos.

## Patrocínios Desportivos
A Herbalife Nutrition patrocina a Seleção Francesa de Voleibol Masculino e o clube Los Angeles Galaxy desde 2007, além de Cristiano Ronaldo desde 2013. Entre 2010 e 2013, a empresa também foi patrocinadora do FC Barcelona e de Lionel Messi.

## Acusações de crime financeiro
Em 2004, cerca de 8.700 distribuidores, tanto atuais quanto antigos, entraram com uma ação judicial contra a Herbalife e outros distribuidores, acusando-os de práticas fraudulentas. A empresa pagou um total estimado de 6 milhões de dólares, mas não admitiu culpa. Em 2014, a Comissão Federal de Comércio dos Estados Unidos (Federal Trade Commission - FTC) deu início a uma investigação devido a denúncias de esquema de pirâmide apresentadas por Bill Ackman contra a Herbalife. As denúncias ganharam força depois que o senador norte-americano Edward Markey enviou uma carta à FTC solicitando uma investigação sobre a empresa. A recomendação teria sido motivada especialmente pelas ações de Ackman contra a empresa.
No mês seguinte, uma associação da comunidade hispânica denunciou a empresa Herbalife, que informou que colaboraria com as investigações. Apesar das ações movidas, muitos acusadores não entraram em contato com a empresa para solicitar suas indenizações, sugerindo que parte das ações contra a empresa foi motivada por interesses relacionados às flutuações das ações na bolsa de valores, beneficiando Ackman sempre que os papéis da empresa caíssem. Em 2018, Ackman desistiu das ações contra a Herbalife.